# Panicum surrectum
Panicum surrectum är en gräsart som beskrevs av Fernando Omar Zuloaga och Osvaldo Morrone. Panicum surrectum ingår i släktet vipphirser, och familjen gräs. Inga underarter finns listade i Catalogue of Life.